# Rezginia

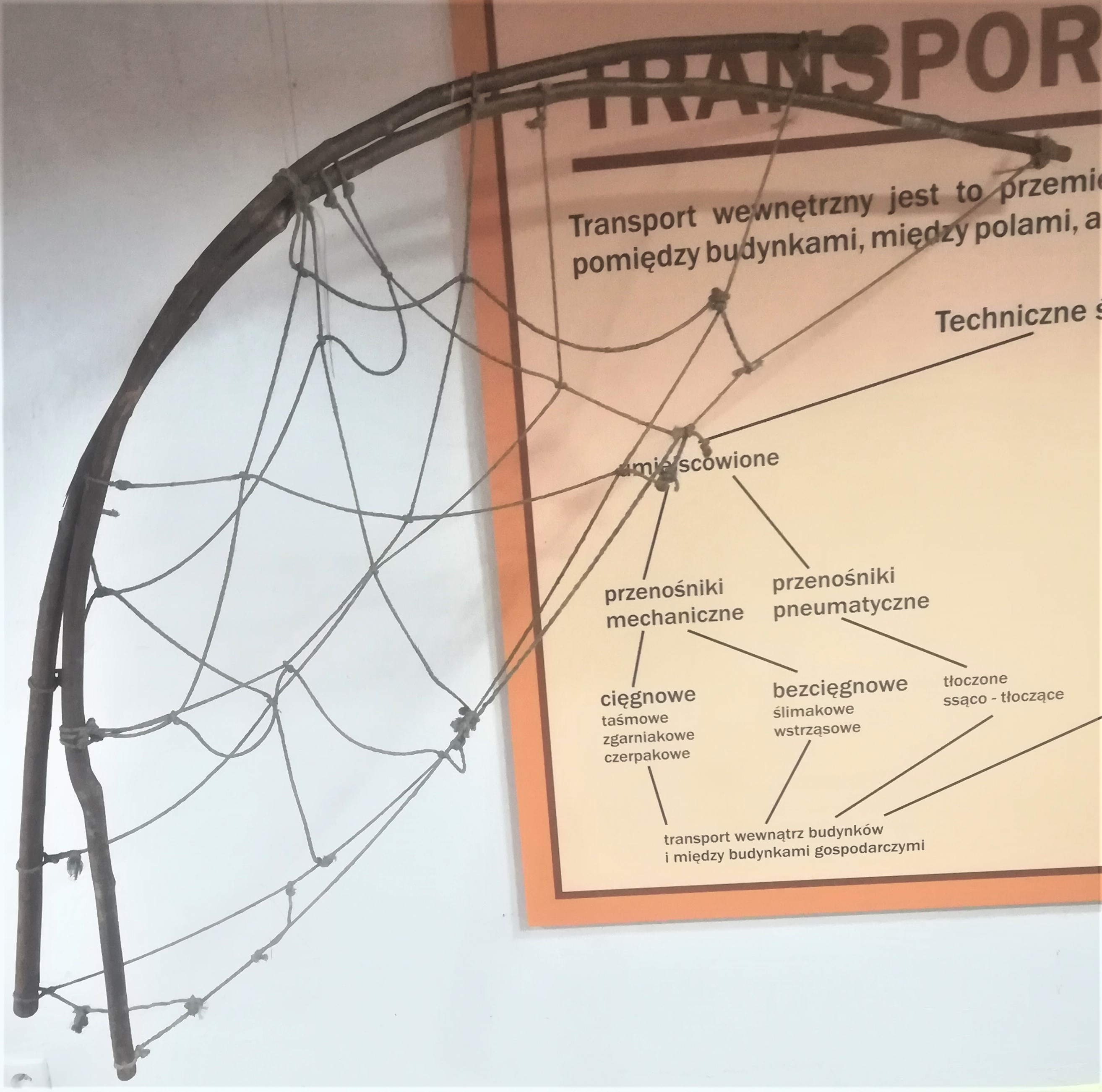
Rezginia z gminy Krasnopol

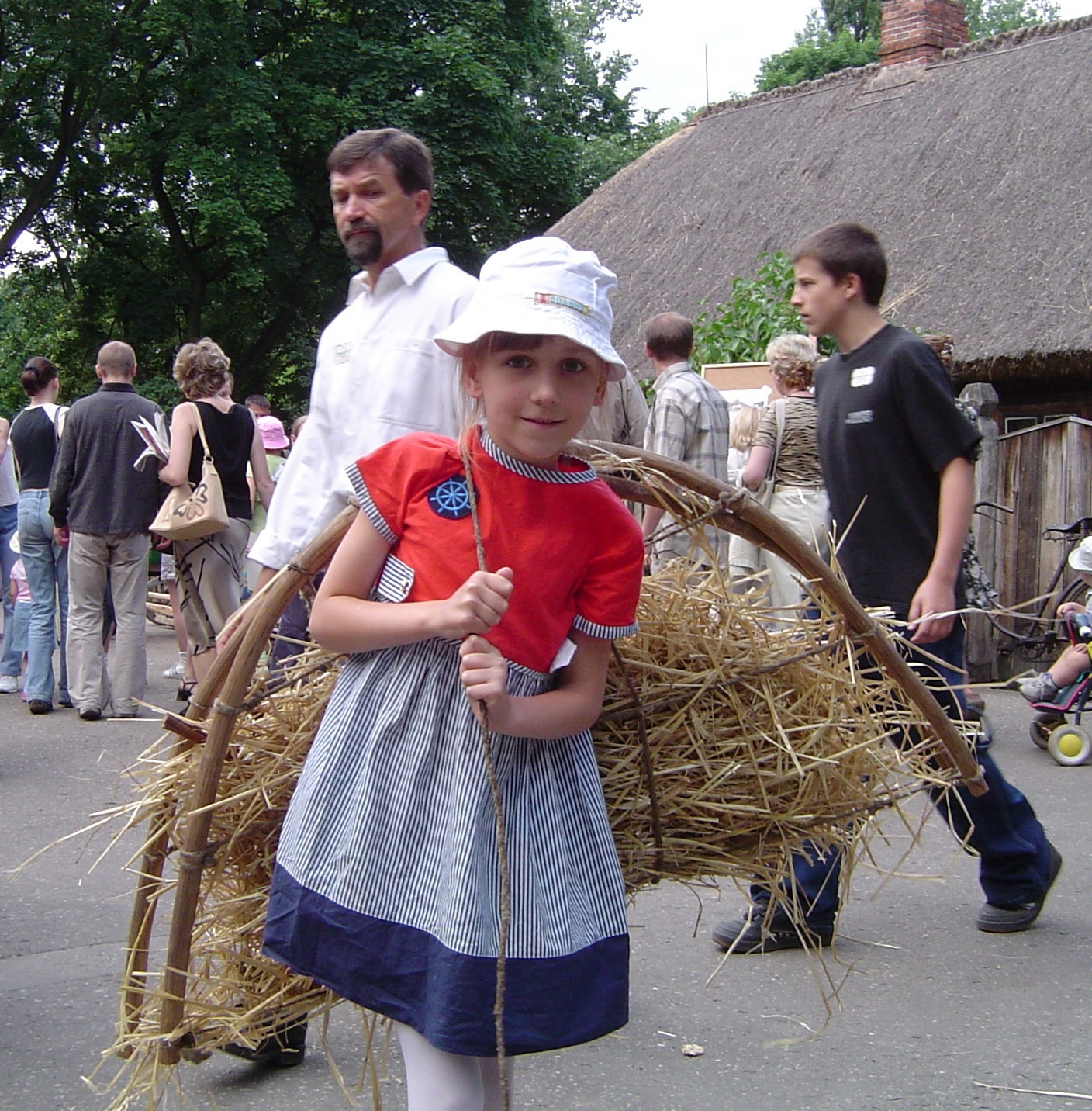
Transport słomy w rezginii (Muzeum Etnograficzne w Toruniu)

Rezginia (nosze, noszki) – odmiana torby wykonana ze sznurowej siatki lub łyka, rozpiętego na stosunkowo długich kabłąkach, służącej do przenoszenia na plecach m.in. siana, liści, ściółki i innych lekkich materiałów o dużej objętości. Był to obecny w wielu europejskich krajach sposób ludowego transportu o bardzo archaicznej proweniencji kulturowej.

## Forma
Rezginia wywodzi się z jednego z najprostszych narzędzi transportowych – siatki o dużych okach. W przypadku rezginii siatka ta rozpięta jest pomiędzy dwiema prostymi lub wygiętymi w kabłąk żerdziami. Pośród rezginii kabłąkowatych można wskazać dwa warianty: z kabłąkami odsuniętymi od siebie i siatką nie pokrywającą powierzchni w obrębie każdego z kabłąków oraz z kabłąkami blisko siebie, tak, że po rozłożeniu powierzchnia jest zapleciona siatką.
Narzędzia kabłąkowate występują na obszarach nadbałtyckich i w północnej, naddunajskiej części ich zasięgu śródziemnomorskiego. Rezginie o drążkach prostych mają także dwa warianty: we Włoszech drążki są łączone równoległe usytuowanymi sznurkami, a na Półwyspie Bałkańskim siatką.

## Historia i zastosowanie

### Europa
Zdaniem etnologa Karla Rhamma (1842-1911) rezginia jest [...] tak osobliwym narzędziem, że trudno przyjąć, iż mogła powstać niezależnie w różnych miejscach. Z tego wynikałoby, że plemiona, u których ona obecnie występuje, żyły dawniej w ścisłym sąsiedztwie (Rhamm myślał tu o plemionach germańskich z Alp). Z czasem zebrano wiadomości o występowaniu narzędzia w Szwecji, Danii, Schwarzwaldzie, Alpach wschodnich i zachodnich, jak również w Piemoncie, a także na Balearach i w północnej Afryce, gdzie używano rezginie do transportowania zboża na osłach. Zasięg użytkowania narzędzia w Europie uzupełnił Kazimierz Moszyński, wskazując ich występowanie na terenach Białorusi, południowej i zachodniej Wielkorusi, południowej Litwy i Łotwy, południowo-zachodnich części Węgier, Slawonii, Chorwacji, Słowenii i Bośni (częściowo). Borivoj Drobnjaković postawił hipotezę, że rezginia dotarła do Europy z Egiptu. Etnolog Leopold Schmidt w 1962, w oparciu o nowsze materiały z obszaru Austrii i Schwarzwaldu, uściślił zasięg występowania rezginii na terenach podalpejskich. Stwierdził on, że rezginia to relikt z czasów, kiedy gospodarka wiejska była na niskim stopniu rozwoju. Próbował on objaśnić kabłąkowaty kształt narzędzia archaicznymi wierzeniami ludowymi związanymi z kultem księżyca. Ants Viires ustalił, że na Białorusi rezginia była popularnym narzędziem służącym chłopom do wynoszenia siana i plew z klepisk oraz noszenia paszy dla zwierząt, natomiast nie znalazł dowodów, by używano jej do transportowania ściółki, czy liści. Generalnie funkcja urządzenia mogła być zmienna w zależności od lokalnej kultury rolnej. Szwedzki etnolog, Nils-Arvid Bringeus doszedł do wniosku, że rezginie pojawiły się na terenach szwedzkich w pierwszej połowie XVIII wieku. Było to związane z rozwojem hodowli bydła w zamknięciu. Zbiórka siana odbywała się wówczas na stosunkowo trudno dostępnych polanach leśnych oraz na terenach bagnistych. Znaczne pokrewieństwo z rezginiami wykazują północnoruskie nosiłki myśliwskie kroszni.

### Poza Europą
Poza Europą narzędzia znane są z Syrii i Maroka, gdzie użytkowano je przy zbiorze zbóż. W starożytnym Egipcie używano ich do transportu kłosów zbożowych na osłach, a w południowej Etiopii kobiety z plemienia Banna używały zbliżonych do rezginii nosiłek naplecznych.